# Завісні втрати

Графік завісних втрат (синій, вимірюється вертикально) проти 0-1 втрат (вимірюється вертикально; не правильна класифікація позначена зеленим: y < 0) для t = 1 та змінна y (вимірюється горизонтально). Бачимо, що завісні втрати штрафують передбачення y < 1, відповідно до розділення в опорній веторній машині.

Завісні втрати (англ. hinge loss) у машинному навчанні — це функція втрат, яка використовується для навчання класифікаторів. Завісні втрати використовують для максимальної розділової класифікації, здебільшого для опорних векторних машин (ОВМ). Для поміченого виходу t = ±1 та оцінки класифікатора y, завісна втрата передбачення y визначається як
{\displaystyle \ell (y)=\max(0,1-t\cdot y).}
Варто зауважити, що тут y є «сирим» значенням функції прийняття рішення у класифікаторі, а не міткою класу. Наприклад, в лінійних ОВМ {\displaystyle y=\mathbf {w} \cdot \mathbf {x} +b}, де {\displaystyle (\mathbf {w} ,b)} є параметрами гіперплощини та {\displaystyle \mathbf {x} } — точка, яку потрібно класифікувати.
Зрозуміло, що коли t та y мають однаковий знак (що означає, що y вказує на правильний клас) та {\displaystyle |y|\geqslant 1}, тоді завісні втрати {\displaystyle \ell (y)=0}, а коли вони мають різні знаки, то {\displaystyle \ell (y)} зростає лінійно від y (одностороння помилка). На рисунку пояснюється, чому завісні втрати дають кращу оцінку втрат ніж функція нуль-один.

## Узагальнення
Хоч є поширеною практикою узагальнення бінарних ОВМ на багатокласову ОВМ у режимі один з усіх або один в один, також можливе узагальнення з використанням завісної функції. Було запропоновано декілька різних багатокласових завісних втрат. Наприклад, Крамер та Сінгер дали таке визначення у випадку лінійного класифікатора:
{\displaystyle \ell (y)=\max(0,1+\max _{t\neq y}\mathbf {w} _{t}\mathbf {x} -\mathbf {w} _{y}\mathbf {x} ).}
Тут {\displaystyle y} — мітка цілі, {\displaystyle \mathbf {w} _{t}} та {\displaystyle \mathbf {w} _{y}} — параметри моделі.
Вестон і Воткінс дали подібне визначення, але з сумою замість максимуму:
{\displaystyle \ell (y)=\sum _{t\neq y}\max(0,1+\mathbf {w} _{t}\mathbf {x} -\mathbf {w} _{y}\mathbf {x} ).}
При структуровому передбачуванні завісні втрати можуть бути поширені на структуровані вихідні простори. Структурова опорно-векторна машина з масштабуванням розділення використовує наступний варіант, де w позначає параметри ОВМ, y — передбачення ОВМ, φ додає функцію ознак та Δ є відстанню Геммінга:
{\displaystyle {\begin{aligned}\ell (\mathbf {y} )&=\max(0,\Delta (\mathbf {y} ,\mathbf {t} )+\langle \mathbf {w} ,\phi (\mathbf {x} ,\mathbf {y} )\rangle -\langle \mathbf {w} ,\phi (\mathbf {x} ,\mathbf {t} )\rangle )\\&=\max(0,\max _{y\in {\mathcal {Y}}}\left(\Delta (\mathbf {y} ,\mathbf {t} )+\langle \mathbf {w} ,\phi (\mathbf {x} ,\mathbf {y} )\rangle \right)-\langle \mathbf {w} ,\phi (\mathbf {x} ,\mathbf {t} )\rangle ).\end{aligned}}}

## Оптимізація
Завісні втрати є опуклою функцією, отже, опуклі оптимізатори, що використовуються у машинному навчанні, можуть працювати з ними. Це не диференційовна функція, проте вона має субградієнт відносно параметрів моделі w лінійної ОВМ з функцією оцінки {\displaystyle y=\mathbf {w} \cdot \mathbf {x} }, який буде
{\displaystyle {\frac {\partial \ell }{\partial w_{i}}}={\begin{cases}-t\cdot x_{i}&{\text{if }}t\cdot y<1\\0&{\text{otherwise}}\end{cases}}}

Креслення трьох варіантів завісних втрат як функції z = ty: «звичайний» варіант (синій), його квадрат (зелений), і кусково гладкий варіант Ренні та Сребро (червоний).

Однак, оскільки похідна завісних втрат при {\displaystyle ty=1} невизначена, то гладкий варіант, запропонований Ренні та Сребро, є більш бажаним для оптимізації
{\displaystyle \ell (y)={\begin{cases}{\frac {1}{2}}-ty&{\text{if}}~~ty\leq 0,\\{\frac {1}{2}}(1-ty)^{2}&{\text{if}}~~0<ty\leq 1,\\0&{\text{if}}~~1\leq ty\end{cases}}}
або квадратично гладкий
{\displaystyle \ell _{\gamma }(y)={\begin{cases}{\frac {1}{2\gamma }}\max(0,1-ty)^{2}&{\text{if}}~~ty\geq 1-\gamma \\1-{\frac {\gamma }{2}}-ty&{\text{otherwise}}\end{cases}}}
запропонований Чангом. Модифікований варіант втрат Губера {\displaystyle L} є спеціальним випадком цієї функції втрат з {\displaystyle \gamma =2}, зокрема, {\displaystyle L(t,y)=4\ell _{2}(y)}.